# Мали Гај
Мали Гај (рум. Gaiu Mic) је село у општини Моравица, која припада округу Тимиш у Републици Румунији. Насеље је значајно по присутној српској националној мањини у Румунији.

## Положај насеља
Село Мали Гај се налази у источном, румунском Банату, на пар километара од српске границе. Наспрам овог села са друге стране границе је село Велики Гај. Село се налази на месту где равничарски део Баната прелази у заталасана побрежја.

## Историја
Насељен је Мали Гај у 16. веку, од стране Срба. Насеље се наводно први пут у помиње документима, у Катастигу калуђера манастира Пећке патријаршије 1660. и 1666.године. Становништво је било српско православно. По "Румунској енциклопедији" било је 1717. године у Малом Гају српско-влашком селу пописано 30 кућа. Мали Гај је 1764. године православна парохија у Гиладском протопрезвирату. Године 1782. господар Гаја, гроф Христифор Нако је доселио породице Словака а касније и Немаца, али је национални карактер села остао исти, јер се ови нису задржали.
Аустријски царски ревизор Ерлер је 1774. године констатовао да место Мали Гај припада Јаручком округу и Чаковачком дистрикту. Становништво је измешано српско и влашко. Када је 1797. године пописан православни клир ту је само парох, поп Марко Томић (рукоп. 1790) који говори српским и румунским језиком.
Године 1905. Мали Гај је мала општина у Вршачком срезу. Парохија је 1905. године припадала Гиладском протопрезвирату.
Ту је живело у то време 669 становника у 117 домова. Румуни доминирају, а Срба је мало; има их 85 православних душа (или 15%) са 12 кућа. Од јавних здања у месту помињу се српска и румунска православна црква и српска и румунска народна школа.

### Спахија Маленица од Стаморе
Оба суседна села Велики и Мали Гај држали су српски племићи Маленица "от Стаморе". Јосиф Маленица је својевремено купио село Гај и населио пустару Стамору, отуда добио предикат. Купац српске књиге 1809. године био је Петар "от Маленица" - "притјажатељ Малога и Великога Гаја и славног Торонталског комитета судејској столици присједатељ". По мађарском извештају публикованом из 1839. године у Малом Гају је било 28 2/8 целих кметовских парцела првокласних, у поседу Јелене Маленице. Село је било под подређено Денти и Темишвару. Имало је једну православну цркву, а становништво је већински било српско и румунско. По вероисповести забележено 6 католика и 992 православца. По аустријском државном извештају спахилук су 1857. године чинили: Мали Гај са 708 становника, посед површине 1833 кј и 49 кв хв чији је власник Јелена и Ђорђе Малиница; Стамора, са 1076 становника, поседа површине 3070 кј 46 кв хв у власништу Николе и Ђорђа Маленице. Посед Мали Гај прекупио је 1888. године Јован Јагодић.

## Црква и школа
Парох Малогајски био је 1812. године поп Михаил Чолаковић, купац једне педагошке књиге.
По државном шематизму православног клира у Угарској, у парохији Малом Гају је 1846. године парох био Живојин Милитаревић, а капелан Димитрије Силађевић. Матичне књиге крштених и умрлих воде се од 1798. година, а венчаних од 1797. године.
По "Румунској енциклпедији", православна црква брвнара посвећена Св. арханђелима Михаилу и Гаврилу, грађена око 1700. године, помиње се и 1757. године.
Православни храм је био посвећен празнику Рођења Пресвете Богородице или Малој Госпојини, подигнут је 1828. године. Када су се делили Срби и Румуни, припала је многобројнијим Румунима. Срби са 18 породица основали су 1874. године своју нову Црквену општину, и отворили ново српско православно гробље. Почетком 20. века црквеном скупштином председава Милан Бајић. Српска православна парохија је 1905. године била најниже шесте класе, без парохијског дома а парохијска сесија износила само 15 кј. земље. Парох је тада поп Богољуб Петровић администратор, родом из Земуна. Старе матичне књиге наследили су Румуни, а Срби од 1874. године пишу своје, нове матице. Од исплате одштете од Румуна, и уз помоћ власника села спахије Маленице от Стаморе, подигли су 1904. године једну привремену зграду са више просторија, која је служила и за цркву и за школу, те парохијски дом и учитељски стан. Била је то велика кућа са функцијом богомоље, посвећена празнику Рођења Богородице, иако без торња. Темпло је 1905. године био непопуњен; са само две престоне иконе. Звонара од дрвета са два звона подигнута је тек 1936. године, пред том зградом "капелом". Због дотрајалости зграда је срушена 1946. године, и није никад грађена нова. Звона су 1983. године завршила у оближњој Дети. Село са тек неколико Срба, остало је тако без било какве богомоље.
У школској 1846/1847. години, у народној школи било је 30 деце, којима је предавао учитељ Захарије Петровић. У малогајској народној школи 1867. године учитељ је био Петар Ђурћај. Од њега се очекивало да 1868. године, положи српски учитељски испит у Сомбору, да би постао стално намештен. После подржављења народних школа 1877. године, наставила је рад у Малом Гају српска вероисповедна школа, коју је издржавала месна Црквена општина. Године 1902. та сиромашна општина малогајска, тражила је од црквених виших власти донацију за цркву и школу. У згради која је служила и као богомоља и као школа, подигнутој 1904. године, изводила се настава. Школа је српска народна по карактеру, четвороразредна, са уређеним школским вртом. Стално је намештена 1905. године учитељица Милица Николић. Она ради са осам ђака у редовној настави и четири ђака старијег узраста у пофторној. У школи је до 1907. године радио учитељ Жива Поштин.

## Становништво
Године 1863. године забележено је 912 становника у Малом Гају. Званични митрополијски извештај из 1866. наводи да је број православних становника 701, од којих је било 130 Срба са 571 Румуном. Године 1868. у Гају је живео 701 становник. Десет година касније, стоји и попису да у селу има међу православцима 106 Срба и 558 Румуна. Између два пописа 1847. и 1867. године број православаца у месту је опао за 80 становника. А 1900. године спао је број српских становника на 85.
По последњем попису из 2002. године село Мали Гај имало је 195 становника. Последњих деценија број становника опада.
Село је од давнина било вишенародно, а месни Срби су одувек били мањина. Данас је њихов број симболичан. Национални састав на појединим пописима био је следећи:
| Година пописа | 1910. год.  | 1992. год.  | 2002. год.  |
| Укупно ст.    | 647         | 208         | 195         |
| Срби          | 75 (11,6%)  | 11 (5,3%)   | 7 (3,6%)    |
| Румуни        | 563 (87,0%) | 175 (84,1%) | 170 (87,1%) |
| остали        | 9 (1,4%)    | 22 (10,6%)  | 18 (9,2%)   |